# Cruzada Mundial de la Amistad

Paraguay, país donde se inició la cruzada.

La Cruzada Mundial de la Amistad es una organización civil internacional y campaña en favor de dar valor y realce a la amistad, de forma que permita fomentar la cultura de la paz. Fue ideada por Ramón Artemio Bracho en Puerto Pinasco, en 1958. Ese mismo año se iniciaron las celebraciones por el Día de la Amistad, hoy festejado en Paraguay el 30 de julio, además de varios países de Sudamérica. Su importancia reside en que favorece a los valores que permiten la concordia y el diálogo en la sociedad y en el mundo. Salto del Guaira es la ciudad de la amistad. Las celebraciones del 30 de julio son las mayores en Paraguay en honor a la amistad

## La Cruzada Mundial de la Amistad en Paraguay
La idea de un Día Mundial de la Amistad fue una sugerencia del Dr. Ramón Artemio Bracho durante una cena con un grupo de amigos en Puerto Pinasco el 20 de junio de 1958. De allí surgió la "Cruzada Mundial de la Amistad", que trabajó en las Naciones Unidas a reconocer una fecha como Día Internacional de la Amistad.
Finalmente, el 27 de julio de 2011 la Asamblea General de la Naciones Unidas (Sección 65) fija el 30 de julio como "Día Internacional de la Amistad", instando a todos sus miembros a festejarlo en esta fecha.

## Tradiciones del Día de la Amistad en Paraguay
Gracias al activismo de la Cruzada, el "Día de la Amistad" se festeja en Paraguay el 30 de julio de cada año. En dicha fecha es costumbre saludarse entre todos los amigos y conocidos con felicitaciones y buenos augurios. Además de entregarse presentes o de reunirse para festejar.
Un clásico, especialmente entre los estudiantes de todo nivel académico pero también en otros grupos (colegas de trabajo, empresas, gremios, organizaciones civiles, etc.), es el juego del Amigo invisible. Este juego consiste en escribir en papelitos el nombre de cada alumno o "amigo", luego, cada participante debe sacar un papelito al azar y guardarlo como un secreto. se realiza una semana antes del día de la amistad y en todos estos días, se corresponden notas anónimas, etc. Finalmente, cuando el esperado día llega, uno a uno pasa al frente a nombrar a su amigo invisible y entregar el presente correspondiente. También es costumbre que los jóvenes envíen salutaciones y mensajes a todos sus amigos virtuales y reales, sobre todo para enviar las postales virtuales más populares del momento para enviar congratulaciones a todos a través de internet.